# 코코랭귀지
코코랭귀지는 (주)스피쿠스에서 만든 안드로이드, IOS 기반의 영어회화 앱이다.

## 특징
음성인식을 하고 코코랑이라 불리는 캐릭터가 답하는 형태이고,
유튜버들이 표현을 가르쳐 주는 서비스도 있다.

음성통신을 목적으로 하는 라이브클래스 앱을 통해 한국 이외에 거주 중인 원어민과 대화도 가능하다.

유사한 앱은 네이버에서 제작한 케이크와 듀오링고, 링글 등이 있다

## 역사
- 2018년 4월 런칭
- 2019년 9월 유튜브 학습 추가